# 목동로 (대전)
목동로(Mokdong-ro)는 대전광역시 중구 목동 충남여중삼거리에서 목동 어덕마을로를 잇는 총 연장 877m의 도로이다.

## 주요 경유지
대전광역시
- 중구 (목동)

## 노선
| 이름           | 접속 노선    | 소재지     | 소재지 | 비고 |
| -------------- | ------------ | ---------- | ------ | ---- |
| 충남여중삼거리 | 동서대로     | 대전광역시 | 중구   |      |
| 대성로오거리   | 목동로22번길 | 대전광역시 | 중구   |      |
| (이름없음)     | 어덕마을로   | 대전광역시 | 중구   |      |